# تیتو (بازیکن فوتبال، زاده مه ۱۹۸۵)
تیتو (انگلیسی: Tito؛ زادهٔ ۲۴ مهٔ ۱۹۸۵) بازیکن فوتبال اهل اسپانیا است.
از باشگاه‌هایی که در آن بازی کرده‌است می‌توان به باشگاه فوتبال اسپانیول و باشگاه فوتبال لگیا ورشو اشاره کرد.